# Arirang
Arirang este un cântec popular coreean, considerat imnul neoficial al Coreei. Arirang este un cuvânt antic coreean care nu are nici un înțeles în limba modernă.